# Anna (phim truyền hình Hàn Quốc)
Anna (tiếng Hàn: 안나) là một bộ phim truyền hình trực tuyến của Hàn Quốc, do Lee Joo-young viết kịch bản và đạo diễn, với sự tham gia của Bae Suzy trong vai chính, cùng với Jung Eun-chae, Kim Jun-han và Park Ye-young. Bộ phim được công chiếu lần đầu trên Coupang Play, vào ngày 24 tháng 6 năm 2022.

## Nội dung
Lee Yumi, là một cô gái có thói quen nói dối từ khi còn nhỏ. Yumi xuất thân trong một gia đình nghèo với người mẹ bị khiếm thính, chính vì vậy khiến cô cảm thấy mệt mỏi và chán nản với cuộc sống. Trong khi làm giúp việc cho gia đình giàu có, vì tham vọng Yumi đã hoán đổi thân phận của mình với tiểu thư Anna qua những lời nói dối và bước chân vào giới thượng lưu. Tưởng sẽ sống trong giàu sang và hạnh phúc, Yumi luôn lo lắng vì sợ bị phát hiện ra sự thật.

## Diễn viên

### Chính
- Bae Suzy vai Lee Yumi / Lee Anna[6]
- Jung Eun-chae vai Lee Hyeon-ju[7][8]
- Kim Jun-han vai Choi Ji-hoon[9]
- Park Ye-young vai Ji-won[10]

### Phụ
- Kim Jung-young vai Hong-joo[11]
- Choi Yong-jin vai Lee Sang-ho
- Heo Hyeong-gyu vai Kang Jae-ho[12]
- Woo Ji-hyun vai Seon-woo[13]
- Kim Soo-jin vai Chief Kim[14]
- Oh Man-seok vai Mr. Lee[15]
- Baek Ji-won vai mẹ của Hyeon-ju[16]
- Yoon Ji-min vai giáo sư Yoon[17]
- Hong Hee-won vai thư ký Jung
- Chu Kwi-jung vai mẹ của Jae-Ho
- Jang Ha-eun vai Narae, sinh viên tại Đại học Yale.[18]
- Lee Je-yeon vai giáo viên âm nhạc[19]
- Park Soo-yeon vai thư ký Cho Yu-mi[20]

## Sản xuất
Bộ phim bắt đầu quay vào ngày 15 tháng 10 năm 2021 và kết thúc vào ngày 23 tháng 3 năm 2022.

## Tranh cãi
Vào ngày 2 tháng 8 năm 2022, đạo diễn Lee Joo-young buộc tội Coupang Play vì đã thực hiện các chỉnh sửa lớn đối với bộ phim mà không có sự đồng ý của cô. Mặc dù phiên bản cuối cùng của bộ phim do Lee gửi bao gồm 8 tập (45–61 phút mỗi tập), bộ phim được công chiếu vào ngày 24 tháng 7 bao gồm 6 tập (45–63 phút mỗi tập). Lee đã yêu cầu xóa tên mình trong phần ghi tên đạo diễn và kịch bản, nhưng điều đó đã bị bỏ qua.
Trong tuyên bố một ngày sau đó, Coupang Play giải thích rằng họ thấy việc chỉnh sửa của đạo diễn khác đáng kể so với những gì đã thống nhất lúc đầu nhưng khi họ yêu cầu chỉnh sửa nhiều lần theo những gì đã thỏa thuận, đạo diễn đã từ chối. Do đó, Coupang Play đã chỉnh sửa tác phẩm để phù hợp với ý định sản xuất ban đầu, với sự đồng ý của nhà sản xuất và phù hợp với các quyền quy định trong hợp đồng. Tuy nhiên, phía đạo diễn Lee cho biết cô không nhận được yêu cầu chỉnh sửa và cũng không từ chối làm như vậy. Hơn nữa, cả Lee và biên tập viên Kim Jung-hoon đều tuyên bố họ chưa bao giờ nhận được bất kỳ ý kiến nào về việc chỉnh sửa từ Coupang Play.
Trước đó vào ngày 8 tháng 7, Coupang Play thông báo phát hành phiên bản mở rộng của bộ phim vào tháng 8. Giữa những tranh cãi, nó được tiết lộ là đoạn phim bị cắt của đạo diễn bao gồm 8 tập. Phim được phát hành vào ngày 12 tháng 8.
Bộ phim cũng gây tranh cãi về chi tiết đồng hồ giả. Cụ thể trong một phân cảnh ở tập 2, nhân vật Yumi (Suzy thủ vai) đến một cửa hàng đồ cũ để bán một chiếc đồng hồ Thụy Sĩ mà cô được ông chủ tặng. Lúc này, nhân viên cửa hàng cho biết, đây là chiếc đồng hồ được sản xuất tại Trung Quốc. Phân cảnh này đã gây ra sự phẫn nộ từ khán giả Trung Quốc vì cho rằng "nội dung miêu tả Trung Quốc là quốc gia chỉ sản xuất hàng giả".

## Tiếp nhận
Bộ phim đánh dấu sự trở lại của Suzy sau hai năm vắng bóng trên truyền hình. Ở vai diễn này cô được đánh giá cao về diễn xuất lẫn phong cách thời trang khi đảm nhận cả hai nhân vật là Yumi và Anna. Tạp chí Harper's Bazaar đánh giá hai vai diễn đều có hoàn cảnh và tâm lý phức tạp, cần sự đầu tư về mặt hình ảnh lẫn kỹ năng diễn xuất và nhận định "thời trang giúp xây dựng tính cách của nhân vật". Kể từ khi bộ phim Anna phát sóng vào ngày 24 tháng 6 năm 2022, nền tảng Coupang Play ghi nhận số lượng người đăng ký tăng cao với hơn 3.7 triệu người phá vỡ kỷ lục trước đó của nền tảng này. Đây được xem là tỉ lệ người dùng cao nhất của Coupang Play kể từ khi nền tảng ra mắt vào năm 2020 đến nay.

## Giải thưởng và đề cử
| Giải thưởng      | Năm  | Hạng mục                                                                     | Đề cử         | Kết quả   | Ref.   |
| ---------------- | ---- | ---------------------------------------------------------------------------- | ------------- | --------- | ------ |
| APAN Star Awards | 2022 | Giải thưởng xuất sắc hàng đầu, Nữ diễn viên chính trong phim truyền hình OTT | Bae Suzy      | Đề cử     | [ 35 ] |
| APAN Star Awards | 2022 | Giải thưởng xuất sắc, Nữ diễn viên chính trong phim truyền hình OTT          | Jung Eun-chae | Đề cử     | [ 35 ] |
| APAN Star Awards | 2022 | Nữ diễn viên phụ xuất sắc                                                    | Baek Ji-won   | Đoạt giải | [ 36 ] |